# Молодіжна збірна Тунісу з футболу
Молодіжна збірна Тунісу з футболу (фр. Équipe de Tunisie de football des moins de 20 ans, араб. منتخب تونس تحت 20 سنة لكرة القدم) — футбольна збірна, що складається з гравців віком до 20 років, яка представляє Туніс у міжнародних матчах і на турнірах з футболу. Контролюється Федерацією футболу Тунісу.

## Виступи намолодіжному чемпіонаті світу
- 1977 — Груповий етап
- 1985 — Груповий етап
- 2023 — 1/8 фіналу